# Andreja Mali
Andreja Mali (Liubliana, 17 de noviembre de 1977) es una deportista eslovena que compitió en biatlón. Ganó una medalla de plata en el Campeonato Mundial de Biatlón de 2012, en el relevo mixto.

## Palmarés internacional
| Campeonato Mundial | Campeonato Mundial    | Campeonato Mundial | Campeonato Mundial |
| Año                | Lugar                 | Medalla            | Prueba             |
| ------------------ | --------------------- | ------------------ | ------------------ |
| 2012               | Ruhpolding (Alemania) | Medalla de plata   | Relevo mixto       |